# Mezopotamya TV
Mezopotamya TV är moderbolaget till en dansk TV-kanal som startades år 1999 och som bland annat sänder nyheter på kurdiska under namnet Roj-TV.
Kanalen har enligt danska medier finansierats av PKK (Kurdiska Arbetarpartiet), som klassas som en terroristorganisation av Turkiet, EU, USA och Nato. PKK arbetar för kurdernas kulturella och politiska rättigheter. TV-kanalen har blivit en stridsfråga mellan Turkiet och Danmark.
Dokument som läcktes till Wikileak kan enligt den danska tidningen Information tyda på att Turkiet drog tillbaka sitt motstånd mot att Danmarks statsminister Anders Fogh Rasmussen skulle bli Nato-chef, mot att Danmark lovade att stänga TV-kanalen som sänder program till kurder i många länder i Europa från Danmark.
I januari 2012 dömdes TV-bolaget enligt den danska terroristparagrafen. Domen innebar emellertid inte att sändningstillståndet drogs in, eftersom det inte fanns någon rättslig möjlighet till det. Enligt ett lagförslag som behandlas i Folketinget kommer emellertid myndigheterna att få rätt till det i framtiden.